# Протока Фриза
Протока Фриза (рос. Пролив Фриза, яп. 択捉水道, кириліз.: Еторофу суйдо, дос. «Протока Еторофу») — протока Курильських островів, що розмежовує острів Ітуруп на півдні від острова Урупа на півночі. З'єднує Охотське море та Тихий океан. Названа за іменем голландського мореплавця XVII століття Мартіна Геррітсона де Фриза. Ширина — близько 40 км. В протоці дуже сильні припливні течії.
Протока є спірною між Росією та Японією. Перша відносить всю її до акваторії Курильського міського округу Сахалінської області. Інша — тільки південну частину під юрисдикцію Японії (включаючи протоку до акваторії округу Немуро префектури Хоккайдо). З 1855 до 1875 року по ній проходив кордон між Японською та Російською імперіями.